# Zhao (stato)
Lo stato di Zhao (pinyin: zhào, cinese tradizionale: 趙, cinese semplificato: 赵) fu uno Stato cinese del Periodo dei regni combattenti. All'inizio del periodo era uno degli stati più deboli, ma si rafforzò sotto il re Wuling di Zhao, e alla fine del periodo era l'unico regno in grado di opporsi alla potenza dello Stato di Qin.
Il territorio dello Stato di Zhao comprendeva parte dell'odierna Mongolia Interna e delle province di Hebei, Shanxi e Shaanxi. Confinava con gli Xiongnu e con gli Stati di Qin, Wei e Yan. La capitale era Handan (邯郸), presso la odierna Handan, Hebei.
Handan fu la capitale dello stato di Zhao durante il periodo degli stati combattenti. Fu annessa dall'imperatore Qin Shihuangdi all'impero Qin al momento della distruzione di Zhao.
Con la caduta della Dinastia Han da florido centro decadde a causa delle continue guerre e carestie che si susseguirono nella Cina settentrionale.

## Affermazione dello stato di Zhao

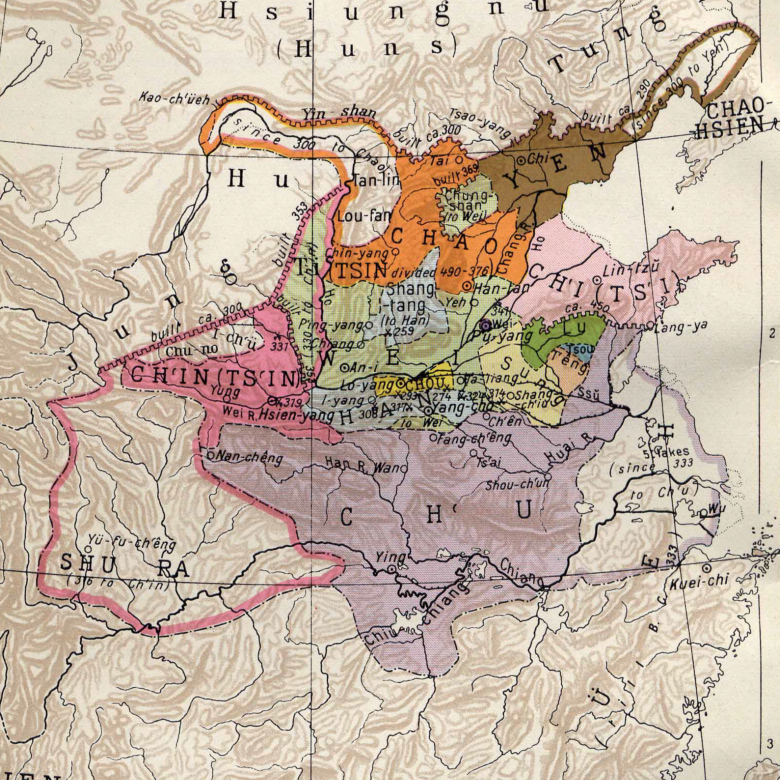
Gli Stati Combattenti (350 a.C. circa)

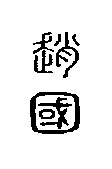
Stato di Zhao
(caratteri da sigillo, 220 a.C.)

All'inizio del Periodo dei regni combattenti, lo Stato di Zhao era debole, ma il re Wuling intraprese una riforma militare, dotando l'esercito di nuove armi e tecnologie, studiando nuove strategie e adottando tattiche derivate dalle tribù nomadi. La cavalleria dello Stato di Zhao divenne una forza temibile nel Periodo degli stati combattenti.
Fu durante il regno di Wuling, elevato dopo la sua morte al titolo di Re (wang 王), che lo Zhao acquisì gradualmente un ruolo di primo piano. Nel 307 a.C. Il re Wuling intraprende un'importante riforma militare: ai soldati di Zhao viene ordinato di vestirsi come i loro vicini Xiongnu, ei carri armati vengono sostituiti da corpi di cavalleria e arcieri a cavallo. Questa è un'audace innovazione, che, insieme alle tecnologie avanzate degli stati cinesi e alle tattiche nomadi, renderebbe la cavalleria Zhao una forza significativa e una potente risorsa per rafforzare il potere del regno. Nel 306 a.C. Zhao lancia una spedizione militare contro i territori barbari del Nord. Nel 304 a.C., i Barbari conquistano l'alta valle del Fiume Giallo; Wuling ha poi fortificato da un muro il suo confine a nord dell'ansa di Ordos contro le incursioni dei nomadi.
Nel 299 a.C., il re Wuling prende un'altra decisione insolita: tiene una corte plenaria nel suo palazzo e, in omaggio alla sua amata concubina, abdica ufficialmente in favore del figlio, un principe bambino morto che diventa Re Huiwen. Chiamato ora semplicemente "Padre del Sovrano", Wuling conserva la sua influenza e continua a prendere decisioni, distribuire ricompense e pronunciare amnistie.
Gli Zhao dimostrarono la loro rinnovata potenza militare con la conquista dello Stato di Zhongshan nel 295 a.C. e con l'annessione di territori dei vicini stati di Wei, Yan e Qin. La cavalleria Zhao fece anche occasionali incursioni nello Stato di Qi durante la campagna contro lo Stato di Chu.
Ma quello stesso anno 295 a.C., disordini civili hanno scosso lo Zhao. Il fratello maggiore del re Huiwen, il principe Zhang, che era stato erede al trono prima dell'abdicazione del padre, viene offerto da quest'ultimo, come risarcimento, al governo indipendente della terra di Dai, minacciando di dividere e indebolisci lo Zhao. Il principe Zhang si alza, ma il suo tentativo fallisce. Questa crisi ereditaria termina con la morte del principe ribelle e del padre del sovrano Wuling. Il re Huiwen assicura definitivamente il suo potere sul regno.v
In questo periodo si distinsero molti importanti generali, fra cui Lian Po, Zhao She (趙奢) e Li Mu. Lian Po fu un personaggio chiave nella difesa contro l'espansionismo Qin. Zhao She (趙奢) fu attivo soprattutto ad est e condusse l'invasione dello Stato di Yan state. Li Mu fu attivo soprattutto nella difesa contro gli attacchi degli Xiongnu.

## Declino dello stato di Zhao
Alla fine del Periodo dei regni combattenti, lo Stato di Zhao era rimasto l'unico regno abbastanza forte da opporsi alla potenza dello Stato di Qin.
Nel 287 a.C. gli Zhao strinsero un'alleanza contro i Qin con lo Stato di Wei, ma gli alleati furono sconfitti a Huayang nel 273 a.C. La guerra culminò poi nella più sanguinosa battaglia del periodo, a Changping, nel 260 a.C., nella quale l'esercito Zhao fu sbaragliato dalle armate Qin. Gli alleati Wei salvarono la capitale Handan dall'assedio dei Qin, ma l'esercito Zhao non si riprese dalle perdite ingenti subite nella battaglia.
Nel 229-228 a.C., Li Mu (李牧) tenne testa alle invasioni Qin, ma nel 228 a.C. i Qin riuscirono a catturare il re Youmiu e a conquistare lo Stato di Zhao. Il principe Jia, fratellastro di Youmiu, fu proclamato re e si oppose con le ultime forze ai Qin, che lo annientarono nel 222 a.C.

## Le capitali di Zhao
Nel 497 a.C., visconte Jian de Zhao, e nel 454 a.C. Il visconte Xiang ci sembra residente a Jinyang. Nel 424 a.C., gli Zhao avevano la città di Zhongmou come capitale. Nel 386 a.C., Zhao fissò la sua capitale a Handan 邯郸 (che ora è la sottoprefettura con lo stesso nome). Rimase così fino alla distruzione del regno nel 228 a.C.

Mappa del sito di Handan (Hebei), la capitale di Zhao nell'era finale degli Stati Combattenti.

Il sito di Handan è stato oggetto di scavi archeologici a partire dagli anni 70. Si tratta di una "città doppia" caratteristica dell'epoca finale degli Stati Combattenti, divisa in due grandi parti protette da propri recinti. . La città bassa, la più grande (circa 1.500 ettari), situata a nord-est, comprendeva zone residenziali e vari settori artigianali. La città ufficiale, a sud-ovest, occupa circa 500 ettari ed è essa stessa divisa in tre parti separate da un proprio recinto. La "Città Reale Zhao" (Zhaowangcheng) era l'area che comprendeva il palazzo reale. Qui sono state riportate alla luce le rovine di diverse piattaforme (tai) che sostenevano i principali edifici ufficiali. Il più grande, il "terrazzo del drago" (longtai), copriva 8 ettari e si trova ancora a 16 metri.

## Sovrani dello stato di Zhao
- Marchese Xian (獻侯), nome personale: Huan (浣), 424-409 a.C.
- Marchese Lie (烈侯), nome personale: Ji (籍), figlio del precedente, 409-387 a.C.
- Marchese Jing (敬侯), nome personale: Zhang (章), figlio del precedente, 387-375 a.C.
- Marchese Chen (成侯), nome personale: Zhong (種), figlio del precedente, 375-350 a.C.
- Marchese Su (肅侯), nome personale: Yu (語), figlio del precedente, 350-326 a.C.
- Re Wuling (武靈王), nome personale: Yong (雍), figlio del precedente, 326-299 a.C.
- Re Huiwen (惠文王), nome personale: He (何), figlio del precedente, 299-266 a.C.
- Re Xiaocheng (孝成王), nome personale: Dan (丹), figlio del precedente, 266-245 a.C.
- Re Daoxiang (悼襄王), nome personale: Yan (偃), figlio del precedente, 245-236 a.C.
- Re Youmiu (幽繆王), nome personale: Qian (遷), figlio del precedente, 236-228 a.C.
- Re Dai (代王), nome personale: Jia (嘉), fratellastro del precedente, 228-222 a.C.